# Tour de Bretaña
El Tour de Bretaña (oficialmente: Le Tour de Bretagne Cycliste trophée harmonie Mutuelle) son dos carreras ciclistas por etapas francesas, masculina y femenina, que se disputan en la región histórica de Bretaña a finales del mes de abril.
La masculina creada en 1967 fue una carrera amateur hasta la creación de los Circuitos Continentales UCI en 2005 que forma parte del UCI Europe Tour, dentro de la categoría 2.2 (última categoría del profesionalismo).

## Palmarés
En amarillo: edición amateur.
| Año  | Ganador                     | Segundo               | Tercero                 |
| ---- | --------------------------- | --------------------- | ----------------------- |
| 1967 | Marcel Duchemin             | Jean Vidament         | Jean Le Hec             |
| 1968 | Guy Ignolin                 | François Le Bihan     | Daniel Denecé           |
| 1969 | Jean-Paul Maho              | Bernard Dupuch        | Jacques Botherel        |
| 1970 | Marcel Duchemin             | Jean-Paul Maho        | Alain Nogues            |
| 1971 | Marcel Duchemin             | Vladislav Nelyubin    | Claude Duterme          |
| 1972 | André Corbeau               | Jaime Huelamo         | Alain Nogues            |
| 1973 | Boris Shukov                | Guennadi Komnatov     | Yuri Kravchenko         |
| 1974 | Stanisław Szozda            | Tadeusz Mytnik        | Janusz Kowalski         |
| 1975 | Alexandre Gussiatnikov      | Vladimir Osokin       | Philippe Denié          |
| 1976 | Boris Issaiev               | Alexandre Tikhonov    | Léo Van Vliet           |
| 1977 | Daniel Willems              | Daniel Gisiger        | Jean-Louis Gauthier     |
| 1978 | Krzysztof Sujka             | Jan Krawczyck         | Czesław Lang            |
| 1979 | Jan Jankiewicz              | Krzysztof Sujka       | Czesław Lang            |
| 1980 | Giorgio Casati              | Boris Issaiev         | Yuri Barinov            |
| 1981 | Marc Sommers                | Claude Moreau         | Fabien De Vooght        |
| 1982 | Wim Van Eynde               | Laurent Eudeline      | Philippe Delaurier      |
| 1983 | Youri Kashirin              | Viktor Demidenko      | Oleg Petrovitch Chuzhda |
| 1984 | Dan Radtke                  | Holger Müller         | Frank Herzog            |
| 1985 | Philippe Louviot            | Pascal Kolkhuis-Tanke | Erik Breukink           |
| 1986 | Gilles Sanders              | Pascal Campion        | Joh Clay                |
| 1987 | Igor Sumnikov               | Pascal Lino           | Philippe Goubin         |
| 1988 | Armand De Las Cuevas        | Pierre Duin           | Marek Lesniewski        |
| 1989 | Harm Jansen                 | Chris Peers           | Marc Wauters            |
| 1990 | José Marques                | Kiril Belaiev         | Chann McRae             |
| 1991 | Richard Vivien              | Rémy Quinton          | Peter Verhesen          |
| 1992 | Evgueni Berzin              | Stéphane Boury        | Vladislav Bobrik        |
| 1993 | Dominique Bozzi             | Stéphane Boury        | Frédéric Guesdon        |
| 1994 | Anatoly Tchoubar            | Niels Van der Steen   | Claude Lamour           |
| 1995 | Sébastien Guénée            | Alexei Nakazny        | Erwan Jan               |
| 1996 | Stéphane Cueff              | David Delrieu         | Frank Van Den Abeele    |
| 1997 | Philippe Bresset            | Yoann Le Boulanger    | Frédéric Delalande      |
| 1998 | Vincent Templier            | Jérôme Chiotti        | Christophe Barbier      |
| 1999 | David Dumont                | Saulius Ruškys        | Stéphane Corlay         |
| 2000 | Martial Locatelli           | Dennys Heil           | Michel Lalouette        |
| 2001 | Guillaume Judas             | Niels Brouzes         | Sébastien Guérard       |
| 2002 | Christophe Cousinie         | Nicolas Dumont        | Yoann Le Boulanger      |
| 2003 | Dmitriy Muravyev            | Frédéric Delalande    | Balasz Rohtmer          |
| 2004 | Laurent Mangel              | Jussi Veikkanen       | Simon Gerrans           |
| 2005 | Stéphane Pétilleau          | Charles Guilbert      | Russell Downing         |
| 2006 | Dries Devenyns              | David Lelay           | Pavel Brutt             |
| 2007 | Lars Boom                   | Martijn Maaskant      | David Le Lay            |
| 2008 | Benoît Poilvet              | Bram Schmitz          | Julien Antomarchi       |
| 2009 | Julien Fouchard             | Timofey Kritskiy      | Jan Ghyselinck          |
| 2010 | Franck Bouyer               | Renaud Dion           | Dimitri Le Boulch       |
| 2011 | Péter Kusztor               | Rene Mandri           | Evaldas Šiškevicius     |
| 2012 | Reinardt Janse van Rensburg | Éric Berthou          | Daan Olivier            |
| 2013 | Riccardo Zoidl              | Nick van der Lijke    | Jasha Sütterlin         |
| 2014 | Bert-Jan Lindeman           | Dylan Teuns           | Sébastien Delfosse      |
| 2015 | Sébastien Delfosse          | Loïc Vliegen          | Daniel Hoelgaard        |
| 2016 | Adrien Costa                | František Sisr        | Lennard Hofstede        |
| 2017 | Flavien Dassonville         | Anders Skaarseth      | Stan Dewulf             |
| 2018 | Fabien Schmidt              | Stan Dewulf           | Julien Antomarchi       |
| 2019 | Lorrenzo Manzin             | Fabian Lienhard       | Nils Eekhoff            |
| 2020 | No se disputó               | No se disputó         | No se disputó           |
| 2021 | Jean-Louis Le Ny            | Anthony Delaplace     | Valentin Retailleau     |
| 2022 | Johan Le Bon                | Alex Baudin           | Mathis Le Berre         |
| 2023 | Simon Pellaud               | Nolann Mahoudo        | Luke Lamperti           |
| 2024 | Jakob Söderqvist            | Morne van Niekerk     | Jesse Kramer            |
| 2025 | Felix Ørn-Kristoff          | Alexandre Kess        | Aubin Sparfel           |

## Palmarés por países
| País                    | Victorias |
| ----------------------- | --------- |
| Francia                 | 29        |
| Unión Soviética + Rusia | 6         |
| Bélgica                 | 4         |
| Polonia                 | 3         |
| Países Bajos            | 3         |
| Italia                  | 1         |
| Portugal                | 1         |
| Ucrania                 | 1         |
| Kazajistán              | 1         |
| Hungría                 | 1         |
| Austria                 | 1         |
| Estados Unidos          | 1         |
| Suiza                   | 1         |
| Suecia                  | 1         |
| Noruega                 | 1         |